# وایت کولن
وایت کولن (به انگلیسی: White Colne) یک روستا و محله مدنی در بریتانیا است که در Braintree واقع شده‌است. وایت کولن ۵۴۰ نفر جمعیت دارد.